# Gerf Hussein
Il tempio di Gerf Hussein era un tempio originariamente parzialmente scavato nella roccia, dedicato al faraone Ramses II, costruito da viceré della Nubia, Setau, circa 90 km a sud di Assuan. Era dedicato a "Ptah, Ptah-Tatenen ed Hathor, ed associato a Ramses, 'il Grande Dio'." Gerf Hussein era noto col nome di Per Ptah o "Casa di Ptah." Una via di sfingi con testa di ariete portava dal Nilo al primo pilone, che come l'intera corte non era scavato nella pietra. La corte è circondata da sei colonne ed otto statue che fungevano da pilastri. L'entrata della corte "è decorata con colossali statue di Osiride". La parte posteriore dell'edificio, profondo 43 metri, era scolpita nella roccia e seguiva la struttura di Abu Simbel, con una sala a pilastri che conteneva due file di tre statue e, curiosamente, quattro anfratti che le dovevano contenere, ognuno con triadi divine lungo le pareti.
Oltre questa sala si trova la sala delle offerte ed un'altra sala, con quattro statue votive di Ptah, Ramses, Ptah-Tatenen e Hathor incise nella roccia. Durante la costruzione della diga di Assuan negli anni sessanta, parte del tempio non scolpite nella roccia furono smantellate e ricostruite nel sito di Nuova Kalabsha.

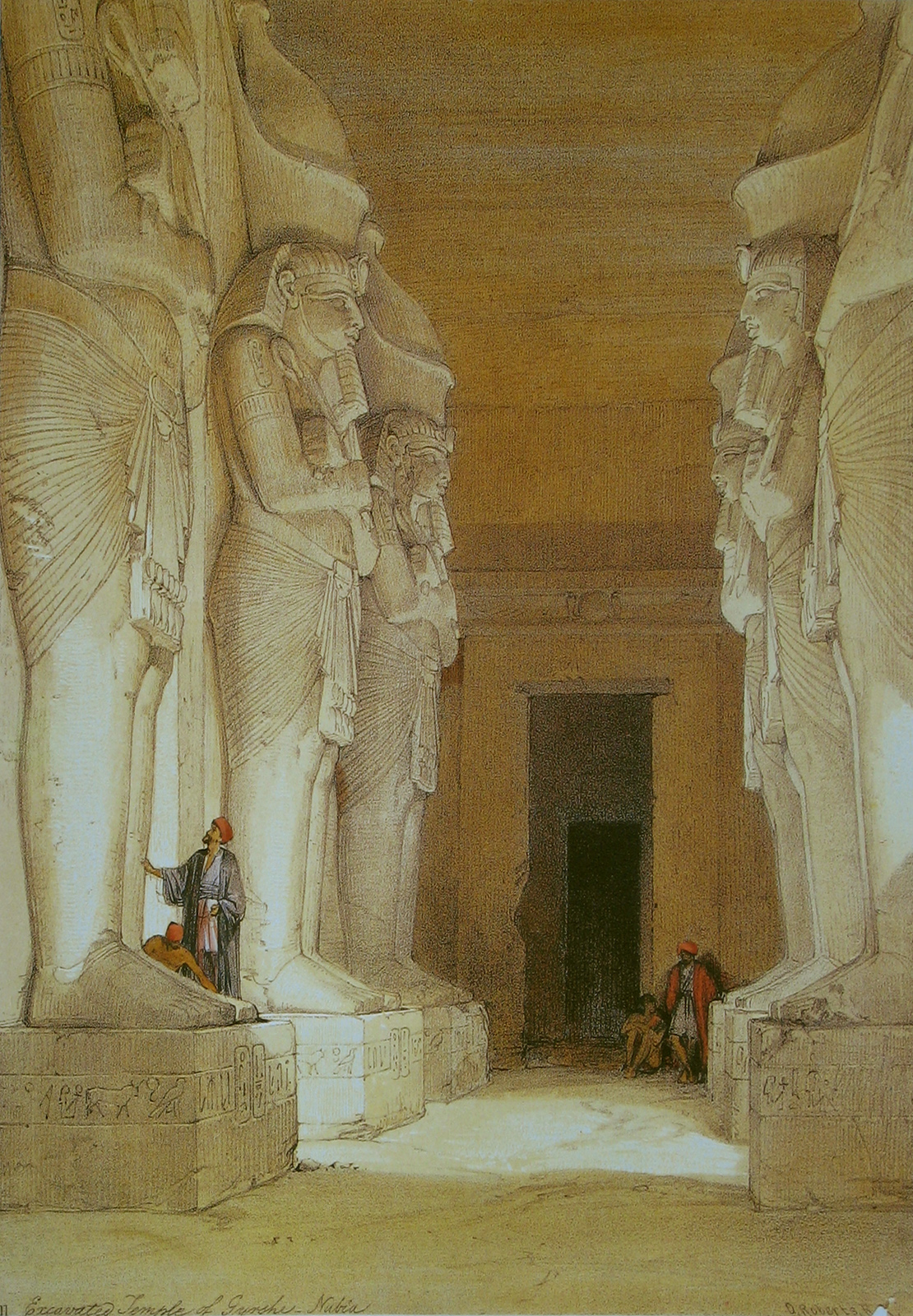
Interno del tempio di Gerf Hussein inciso nella pietra, opera di David Roberts